# Kavárna Slavia

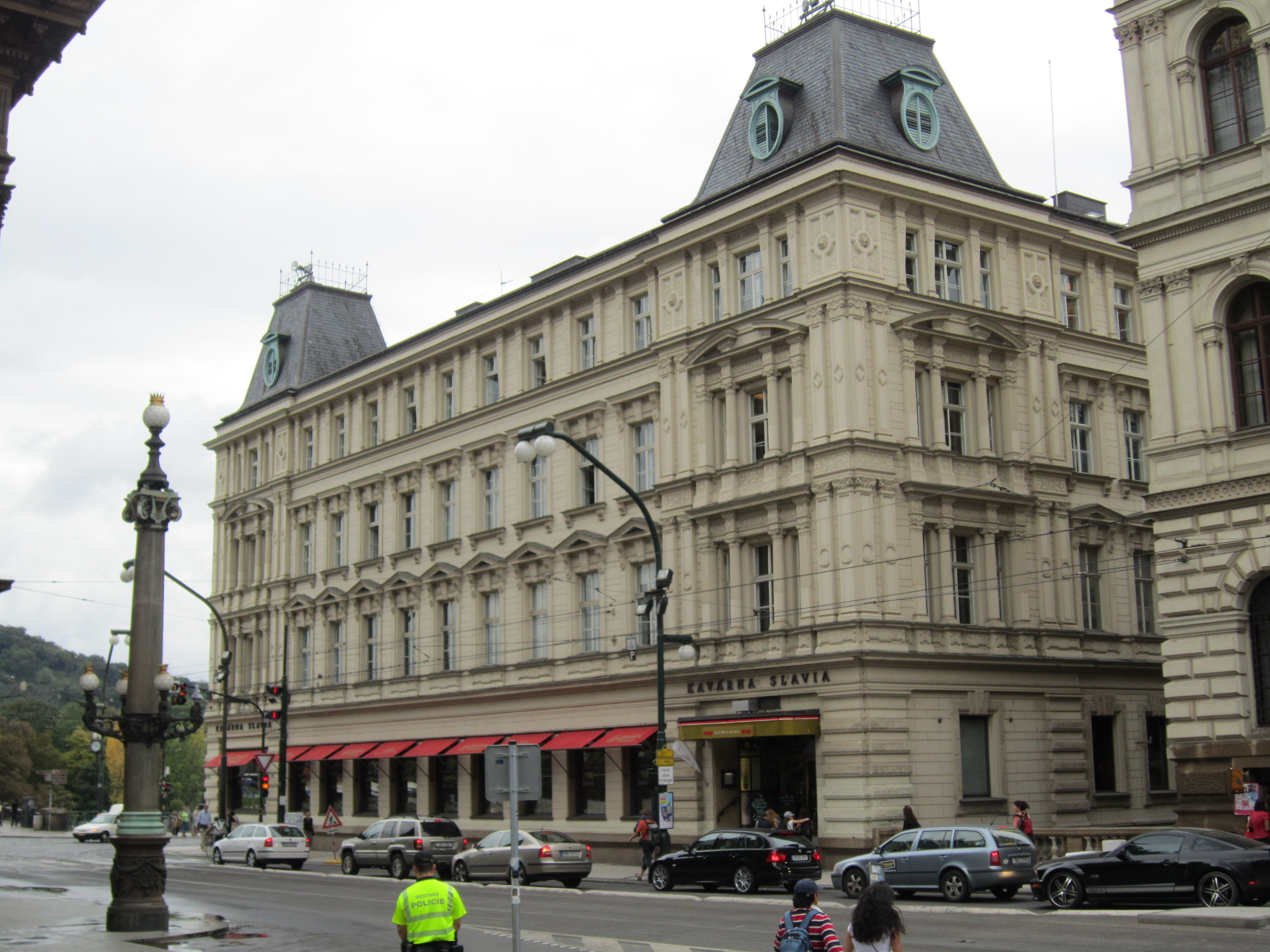
Café Slavia

El Kavárna Slavia ( Café Slavia ) se encuentra en el corazón de Praga, a orillas del río Vltava (Moldava en español), justo enfrente del Teatro Nacional. Desde sus espectaculares ventanales se puede vislumbrar el Castillo de Praga.Slavia ocupa la planta baja del monumental palacio neorrenacentista Lažanský, antigua residencia representativa del conde Lažanský de Buková, construido en 1863 por el arquitecto Vojtěch Ignác Ullmann al estilo de los edificios neorrenacentistas vieneses. Uno de los últimos palacios construidos en Praga, fue concebido como residencia noble representativa, edificio de apartamentos y local administrativo, todo en uno. Aquí vivió y trabajó el compositor Bedřich Smetana entre 1863 y 1869. El Teatro Nacional, inaugurado en 1881, tuvo una gran influencia en la historia del palacio y de la cafetería.
Slavia es uno de los cafés artísticos más antiguos y famosos del mundo, un lugar emblemático de encuentro entre praguenses y visitantes de todo el mundo. El café Nová Slavia abrió sus puertas por primera vez en 1982. Su nombre se inspiró en el despertar nacional checo y el paneslavismo. Slavia, la madre de todos los pueblos eslavos, pintada por Viktor Oliva, aparecía en un gran lienzo colgado en una de las paredes del establecimiento. Hoy, otro cuadro de Viktor Oliva, El bebedor de absenta, cuelga en su lugar.
Visitantes famosos
El café pronto se hizo famoso por sus visitantes, principalmente actores, bailarines, cantantes de ópera y directores del Teatro Nacional. El compositor Antonín Dvořák fue un invitado habitual. A partir del 30 de agosto de 1884, el café pasó a funcionar bajo el nombre de Café Slavia.
Café Slavia ha sido remodelado varias veces a lo largo de su historia. La reconstrucción más importante, en estilo Art déco, fue realizada en los años 30 por Václav Fišer y František Štěrba. El renovado café Slavia, con sus revestimientos de mármol y madera en las paredes y sus grandes espejos y mesas redondas de mármol, se convirtió en el orgullo de Praga. Sus grandes ventanales ofrecían una magnífica vista al río Vltava y al Castillo de Praga y conectaban a sus huéspedes con la vida en la calle. Los famosos ascensores para guardarropas, la eficiente ventilación mecánica y los modernos baños fueron las características distintivas de la cafetería, cuyas instalaciones finalmente se ampliaron para incluir el actual restaurante Parnas.
Slavia se convirtió en el epicentro de la cultura checa y la segunda patria de figuras culturales. Aquí se reunieron los escritores Karel y Josef Čapek y Arnošt Lustig, los teóricos del arte Karel Teige y Václav Černý, los poetas Vítězslav Nezval y Jaroslav Seifert y los pintores Jan Zrzavý y Václav Špála. Otros invitados fueron Jaroslav Kvapil, Karel Hašler, Jiří Voskovec y Jan Werich, así como una larga lista de actores destacados como Ladislav Pešek, Rudolf Hrušínský, Jana Hlaváčová y Dana Medřická, por nombrar sólo algunos.
En la década de 1920, a la famosa poeta rusa Marina Tsvetayeva le gustaba frecuentar el café. A menudo se detenía aquí cuando salía de la redacción de la revista La voluntad rusa, acompañada de otros emigrados rusos.
La larga ocupación alemana de la Segunda Guerra Mundial acabó con la vida social en Praga y el café del antiguo palacio de Lažanský se estancó. El terraplén de Masaryk pasó a llamarse terraplén de Heydrich (en honor al diputado protector del Reich alemán) y la avenida nacional hasta Viktoriastrasse. Café Slavia se convirtió en “Kaffee Viktoria u. Konditorei”.
Café Slávia durante el periódo socialista
Después de la liberación en 1945, el café volvió a funcionar bajo el nombre de “Slavia”. En 1948, fue nacionalizada bajo el nuevo gobierno comunista. Sin embargo, la vibrante vida social y cultural de la ciudad de Praga continuó. A finales de los años 40 y durante los 60, Praga sirvió de refugio y lugar de encuentro para escritores de izquierda de todo el mundo. Jorge Amado, Pablo Neruda, Nazim Hikmet, Roque Dalton, Nicolas Guillén, Alfredo Varela, Muhammad Mahdi Al-Jawahiri y Gabriel García Márquez se reunieron con sus homólogos checos en la ciudad. Muchas de esas reuniones tuvieron lugar en el Café Slavia. Los artistas Jiří Kolář, Kamil Lhoták, así como los directores de cine Miloš Forman, Jiří Menzel, Věra Chytilová o Emil Kusturica visitaron el café en diferentes momentos. Ai Qing, acompañado por el sinólogo Jaroslav Průšek, llegó al Café Slavia durante su breve visita a Praga en 1949.
Desde los años 60, en las instalaciones del palacio, encima de la cafetería, se encuentra la Facultad de Cine y Televisión (FAMU) de la Academia de Artes Escénicas.Durante la década de 1950 y el período de “normalización” que siguió a la Primavera de Praga de 1968, el Café Slavia se convirtió en un lugar de encuentro para la intelectualidad disidente checoslovaca. El café lo frecuentaban Václav Havel, que más tarde sería presidente del país, Luděk Vaculík, Bohumil Hrabal y Josef Škvorecký. Tanto la Carta 77 como la petición titulada “Algunas sentencias” se firmaron aquí con frecuencia.
Después de la Revolución de Terciopelo de 1989, el café estuvo cerrado al público durante siete largos años debido a un contrato mal formulado con una empresa extranjera. El presidente Václav Havel ayudó a salvar su café favorito. Simbólicamente, la ceremonia de reapertura de Slavia tuvo lugar el 17 de noviembre de 1997, octavo aniversario de la Revolución de Terciopelo, tras una costosa reconstrucción.
Café Slavia en la literatura
En 1959, Nazim Hikmet escribió un ciclo de poemas Estancia en Praga, que también incluye el poema Cuento con un amigo, el poeta Taufer, en el café Slavia.
En 1967, Jaroslav Seifert se refiere al café Slavia en su libro El cometa Halley. El poeta también dedicó al café el poema Kavárna Slavie.
En 1985, el escritor Ota Filip tituló una de sus novelas Kavárna Slavia.
En 1989, la editorial Supraphon publicó en un disco de gramófono sketches de Miloslav Šimek y Jiří Krampol con el título Ejercicios estilísticos del Café Slavia.
En 1989 se publicó el libro de Michal Ajvaz Asesinato en el hotel Intercontinental, que también incluye el poema Kavárna Slavia.
En 2012 se publicó un libro del ex embajador de Argentina en la República Checa, Abel Posse, “Cuadernos de Praga” sobre la historia del Che Guevara en Praga, con una fotografía de una mesa en el café Slavia en la portada del libro. En el libro, el Che Guevara describe su meditación matutina frente a una taza de té en el café Slavia.
En 2021 se publicó el libro de Miloš Schmiedberger Historias eternas escritas en el Slavia Café.